# Pseuderemias mucronata
Pseuderemias mucronata är en ödleart som beskrevs av  Blanford 1870. Pseuderemias mucronata ingår i släktet Pseuderemias och familjen lacertider. Inga underarter finns listade i Catalogue of Life.